# Ганна Манчіні
Га́нна Манчі́ні (англ. Hannah Mancini; Лос-Анджелес, США) — американська співачка та автор пісень, яка працює та живе в Словенії. Там вона активно займалася танцями, ню-диско та електронними сценами та працювала з артистами та продюсерами в цих жанрах. Перший досвід Ханни в музичній індустрії привів до створення кількох саундтреків до фільмів Діснея та можливості співпрацювати з продюсером, лауреатом Ґреммі, Ларрі Кляйном. Вона також виступала в Radio City Music Hall, Universal Amphitheatre і на The Tonight Show з Джеєм Лено.

## Кар'єра

### 2009–2013: Початок кар’єри
Як співачка та авторка пісень, вона докладала зусиль і співпрацювала над проєктами з продюсером, лауреатом Ґреммі, Ларрі Кляйном, найкращим міжнародним ді-джеєм, Умеком (Vice Grip; Circle Records 2009, Dementia; Hell Yeah Records 2009), ді-джеєм/продюсером Саре Хавлічек (3 сингли з альбому Toscana Nights – Nang Records 2010), один сингл із поточного альбому Sare (Vibe on You: Nang Records 2011) та від російського електронного гурту D-Pulse, їх реліз 2010 року (Highway to Saturn, Nang 2010). Вона також виступала як фронт-співачка в національно успішному гурті XEQUTIFZ протягом останніх 4 років, який приніс 3 радіохіти. Вона записала пісні XEQUTIFZ як словенською, так і англійською версіями. («Anywhere With You»/«Dalec Stran» у 2009 році та «And We Danced»/«Bil je Ples» у 2010 році та Walking Away у 2011 році). Кліп, що вийшов на сингл And We Danced посів 3 місце на MTV Adria. Hannah також має поточні релізи з Beltek (Connect Us, High Contrast Recordings, лютий 2013) та David Puentez, Kosta Radman і Vanillaz з їх синглом (Back2Life, Tiger Records). Записи (травень 2013). Нещодавно Ханна розробила псевдонім Stella Mercury для більш андеграундних, менш комерційних танцювальних релізів. Перший сингл, що випустила Стелла Мерк'юрі, є співпрацею з Майком Вейлом («Don't Give a Damn», Stealth Records), який вийшов у травні 2013 року та залишався в чарті Beatport House Top 10 протягом 3 місяців.

### 2013 — пісенний конкурс Євробачення
Ханну запросили представляти Словенію на Євробаченні 2013. До цього разом із Сільвеном і Майком Вейлом вона брала участь у словенському національному фіналі пісенного конкурсу Євробачення 2011 з піснею Ti si tisti. Він не виграв конкурс, але став національним хітом. Вона була внутрішньо обрана серед кількох інших співаків/пісень, щоб представляти Словенію на пісенному конкурсі Євробачення 2013 у Мальме з піснею «Straight Into Love». Попри те, що вона не пройшла у фінал, пісня, трек EDM, була реміксована ді-джеєм/продюсером Денісом Голдіном, що вийшов на Lovenest Records, а також дуетом ді-джеїв WD2N. Зараз Ханна працює з WD2N над проєктом у цьому жанрі. Манчіні став співавтором словенської пісні на пісенному конкурсі Євробачення 2014 «Spet/Round and Round», яку виконала Тінкара Ковач. Цій пісні таки вдалося пройти до фіналу та посіла 25 місце з 26 країн.

### 2014- вагітність
У 2014 році Ганна Мачіні була вагітною і пізніше народила сина від хлопця, що став причиною їхнього розставання.

### 2015 - 2020 рік
Ганна продовжує розвивати своє мистецтво.

### 2021 - 2024 рік
Промені Ганни Мачіні розповсюджувалися в Італії та за її межами з 2021 по 2024 рік. Вона залишала спадщину благодійництва, подорожуючи та виконуючи свою роботу у гуманітарних цілях та заохочувала активізм та рівність.

## Особисте життя
Одружена. Має доньку Астрід.